# David Anthony King
Sir David Anthony King, britanski kemik, * 12. avgust 1939.